# Forsåssjön
Forsåssjön är en sjö i Sollefteå kommun i Ångermanland och ingår i Ångermanälvens huvudavrinningsområde. Sjön har en area på 0,318 kvadratkilometer och ligger 219,1 meter över havet. Sjön avvattnas av vattendraget Kvarnån.

## Delavrinningsområde
Forsåssjön ingår i det delavrinningsområde (703355-155125) som SMHI kallar för Utloppet av Forsåssjön. Medelhöjden är 241 meter över havet och ytan är 1,2 kvadratkilometer. Räknas de 2 avrinningsområdena uppströms in blir den ackumulerade arean 3,73 kvadratkilometer. Kvarnån som avvattnar avrinningsområdet har biflödesordning 3, vilket innebär att vattnet flödar genom totalt 3 vattendrag innan det når havet efter 96 kilometer. Avrinningsområdet består mestadels av skog (71 procent). Avrinningsområdet har 0,32 kvadratkilometer vattenytor vilket ger det en sjöprocent på 26,5 procent.